# 맹수둥근잎박쥐
맹수둥근잎박쥐(Hipposideros dinops)는 잎코박쥐과에 속하는 박쥐의 일종이다. 인도네시아와 파푸아뉴기니, 솔로몬 제도에서 발견된다.

## 특징
몸길이가 88~105mm인 대형 박쥐로 전완장이 86.1~98.9mm, 꼬리 길이가 54~63mm이다. 귀 길이는 31~35mm이고 몸무게는 최대 78g이다. 등 쪽 털은 완전히 희거나 밝은 갈색 반점이 섞인 색을 띠는 반면에 배 쪽은 누르스름한 갈색 또는 밝은 갈색과 붉은색이다. 귀는 큰 삼각형 모양이다.

## 생태
동굴 속에 홀로 또는 최대 12마리까지 무리를 지어 생활한다. 먹이는 곤충이다.

## 분포 및 서식지
파푸아뉴기니의 부건빌섬과 솔로몬제도의 과달카날섬와 말레이타섬, 뉴조지아섬, 산호르헤섬에 널리 분포한다. 해발 400m 이내에서 서식한다.